# Bentos
Bentos (grč. βένθος, dubina, morska dubina), ili ponekad i benton  skupni je naziv za sve biljne i životinjske organizme koji žive na dnu mora ili slatke vode. Prirasle biljke i životinje zovu se sesilni bentos, a pokretne vagilni  bentos.
Pojam je 1891. uveo Ernst Haeckel kako bi razdvojio organizme koji žive na dnu od organizama koji slobodno plivaju otvorenim vodama mora i unutrašnjih voda (plankton i nekton). Danas se bentosom nazivaju životne zajednice koje žive na dnu, bilo u moru ili slatkoj vodi, kao i neovisno o dubini na kojoj žive.
Prema veličini bentos se dijeli na:
- makrobentos (>1 mm)
- meiobentos (1 mm do 0,063 mm)
- mikrobentos (manji od 0,063 mm)

Prema mjestu na kojem živi, bentos se dijeli na:
- epibentos (živi na supstratu)
- semiendobentos (živi dijelom u supstratu)
- endobentos (živi u supstratu)
- nekton dijelom vezan za dno (međustepenica između bentosa i nektona: životinje koje iako mogu plivati, žive epibentoski)

Organizmi koji žive bentoski vrlo su važna hrana za ribe i druge životinje koje žive u otvorenim vodama, za nekton, ali i za organizme koji razgrađuju organske tvari. Živi organizmi koji žive između bentosa i morskog dna žive u demerzalnoj zoni.